# 日本パラグアイ学院
日本パラグアイ学院（にほんパラグアイがくいん、スペイン語：Colegio Japonés Paraguayo）は、2002年にパラグアイの日系団体と日系有識者を中心にパラグアイ共和国の首都アスンシオン市に設立された、パラグアイ教育文化省の認可を受けてパラグアイの教育法制に則って設置・運営される私立学校である。
パラグアイ屈指の実業家であり、第9代駐日パラグアイ大使を務め、日本パラグアイ学院の設立に尽力したナオユキ・トヨトシの長女であるパトリシア・トヨトシ（Patricia Toyotoshi）が運営団体である日本パラグアイ学院基金理事長を務める。

## 教育内容
幼稚園年少部から後期中等教育（高校3学年相当）までの一貫教育を行う日本語とスペイン語のバイリンガル教育学校であり、日系人生徒（学院全体の5%）、台湾系（パラグアイは台湾を国家承認している）、韓国系などアジア系生徒を含むパラグアイ人生徒300人超が学んでいる。卒業生の多くが、国立アスンシオン大学（UNA）や私立パラグアイ・カトリック大学（PUC）というパラグアイのトップレベルの大学に進学するなど、教育水準の高い生徒・保護者が集っている。
授業では、午前はスペイン語によるプログラム、午後は日本語教育を進めるほか、英語、コンピューター教室もカリキュラムに含まれる。スペイン語（西語）による授業が主体であるが、日本語の授業は必須科目であり、週16 時間の日本語や日本文化に関する授業が行われる。2015年までは午前は西語課程、午後は日本語課程となっていたが、2016年にカリキュラムが改定され西語課程が全日化され、部分的に日本語の授業が入る形になった。幼稚園にも日本語の時間があるが、本格的な日本語の学習は小学1年生に始まり、4年生から日本語を体系的に学び、小中学校では毎日、高校生も各週に3日の日本語の授業があり、高校卒業まで全ての生徒が日本語を学習する。成果として、児童・生徒は日本の歌を合唱し、和太鼓の演奏を行うことができるようになっている。最近では、日本語能力試験（旧）２級の合格者を輩出するまでに至っている。
日課として生徒は午前7時20分までに登校し、夕刻16時に下校する。パラグアイの多くの学校は教員・施設の問題から午前と午後で生徒が入れ替わるが、日本パラグアイ学院では、日本の学校と同様に、生徒は給食も学校で食べて、夕刻まで学校で過ごす。国際協力機構（JICA）の日本語教育ボランティア隊員（JOCV）が1名派遣されている。武道や書道など日本文化の他にも、学校敷地内において、ウサギやカメといった動物を飼育し、野菜や果物を栽培するなど、日本の理科教育を想像させるような教育も実施されている。

## 日本との関係
日本への研修旅行も実施しており、2012年、2016年、2019年及び2023年に秋篠宮邸において秋篠宮ご一家に謁見した。なお、2006年に秋篠宮文仁親王殿下がパラグアイ国日本人移住70周年にあたり、2016年に眞子内親王殿下が日本人移住80周年にあたり、同国を訪問した際に日本パラグアイ学院を訪問された。
また、2023年には姫路女学院中学校・高等学校と姉妹校提携して訪問するなど、日本の学校との交流も継続的に行っている。

## 所在地
Alfredo Seiferheld 4586 entre Gral. Torreani Viera y Mc Arthur, Asuncion, Paraguay. (+595-21-601-150/ 21-601-903)